# Air Zaïre
Air Zaïre war ein Staatsunternehmen der Republik Zaïre (heute Demokratische Republik Kongo), das seinen Betrieb im Juni 1995 eingestellt hat. Die international tätige Fluggesellschaft wurde im Juni 1961 unter dem Namen Air Congo gegründet. 

## Air Congo

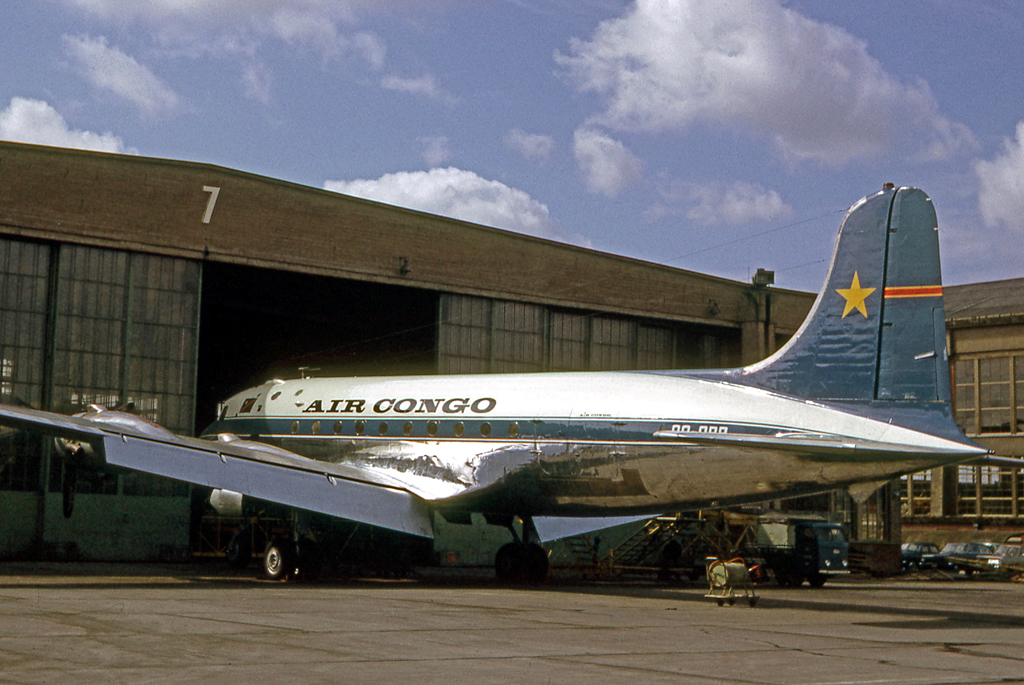
Eine Douglas DC-4 der Air Congo, Flughafen Brüssel 1965

Im Juni 1960 wurde die belgische Kolonie Kongo in die Selbständigkeit entlassen. Kurz nach der Staatsgründung erfolgten Planungen zum Aufbau einer neuen nationalen Fluggesellschaft, welche die von den Belgiern eingerichteten nationalen und internationalen Strecken ab Anfang 1961 weiter betreiben sollte. Aufgrund der instabilen Situation im Land konnte die Gründung der Air Congo erst am 6. Juni 1961 erfolgen. An dem neuen Unternehmen waren neben der Republik Kongo (mit 65 %) auch die belgischen Fluggesellschaften Sabena (mit 30 %) sowie Sobelair und Air Brousse (mit gemeinsam 5 %) beteiligt.
Sabena leistete die technische und organisatorische Unterstützung während der Aufbauphase. Der Flugbetrieb wurde am 28. Juni 1961 aufgenommen. Anfänglich bediente Air Congo mit Flugzeugen der Typen Douglas DC-3 und Douglas DC-4 ein nationales Streckennetz sowie innerafrikanische Routen nach Luanda, Ndola, Entebbe, Nairobi und Lagos. Zudem wurden Langstreckenflügen nach Brüssel mit einer Douglas DC-6 durchgeführt.

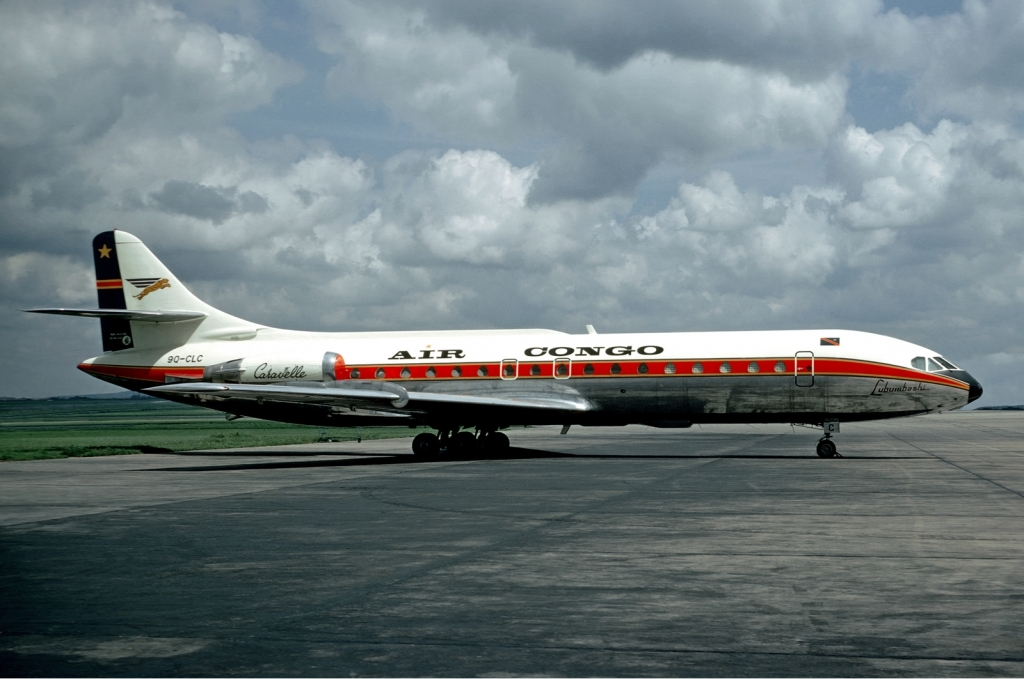
Eine Sud Aviation Caravelle der Air Congo, Flughafen Paris-Le Bourget Mai 1971

Das erste Düsenflugzeug der Gesellschaft war eine von Sabena geleaste Boeing 707, die ab März 1963 auf zwei wöchentlichen Flügen nach Brüssel zum Einsatz kam. Einen Monat später trat Air Congo der IATA bei. Ab 1964 wurden auch kleinere Flugplätze in das nationale Streckennetz aufgenommen und mit Maschinen der Typen Beechcraft Baron, Beechcraft 18 und Cessna 310 angeflogen. Daneben führte die Gesellschaft auch Hilfsflüge für die UNO durch. Im Jahr 1967 beendete das Unternehmen seine Zusammenarbeit mit Sabena, woraufhin die Republik Kongo die Gesellschaftsanteile der drei belgischen Unternehmen übernahm.
Nach ihrer Verstaatlichung investierte die Gesellschaft in modernere Flugzeuge und übernahm zwei Sud Aviation Caravelle, die ab Oktober 1967 auf den innerafrikanischen Routen zum Einsatz kamen. Für die Langstreckenflüge nach Europa mietete Air Congo ab 1969 zwei Douglas DC-8 von der US-amerikanischen Pan American World Airways (Pan Am), die auch mit der Wartung der Maschinen beauftragt wurde und die Gesellschaft logistisch betreute. Air Congo erwarb die beiden geleasten Douglas DC-8 im Jahr 1970 und bestellte zudem zwei weitere werksneue Maschinen dieses Typs. Gleichzeitig lösten Fokker 27 die älteren Douglas DC-3 und DC-4 auf den nationalen Strecken schrittweise ab.

## Air Zaïre

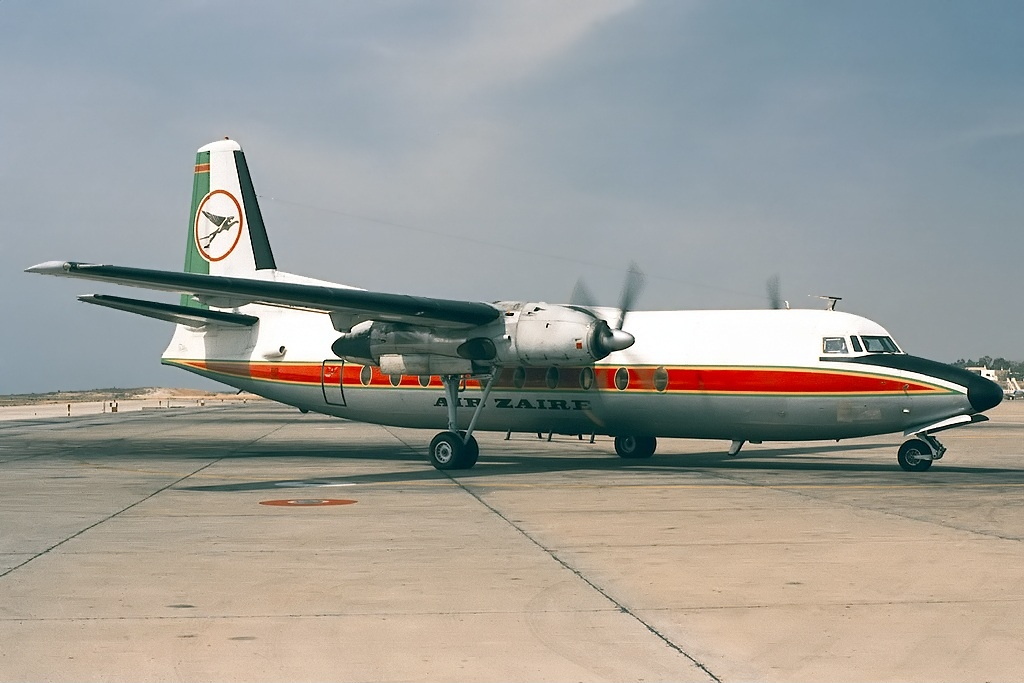
Eine Fokker F-27 der Air Zaïre auf dem Flughafen Faro im Jahr 1987

Parallel zur Änderung des Staatsnamens der Republik Kongo wurde das Unternehmen am 25. Oktober 1971 in Air Zaïre umbenannt. In den frühen 1970er-Jahren baute die Gesellschaft ihr europäisches Liniennetz aus und leitete den Flug nach Brüssel täglich wechselnd über Athen, Madrid, Genf, Paris, Rom und Frankfurt. Für die Langstreckenflüge bestellte die Gesellschaft im Jahr 1972 zwei Großraumflugzeuge des Typs McDonnell Douglas DC-10. Aufgrund des Konkurses der deutschen Atlantis konnte Air Zaïre bereits am 12. Juni 1973 eine Maschine vorzeitig vom Hersteller übernehmen. Bis zur Auslieferung der zweiten Douglas DC-10 mietete die Gesellschaft eine Boeing 747 von Pan Am. Zudem ergänzten ab 1973 drei Boeing 737 die Flotte. Neben regulären Liniendiensten und Frachttransporten führte das Unternehmen zahlreiche Sonderflüge für die Präsidentenfamilie sowie für Mobutu-Vertraute und Regierungsmitglieder durch. Der Flughafen Faro wurde häufig angesteuert, wenn Mobutu sich auf seinem Anwesen an der Algarve aufhielt und Staatsbedienstete einfliegen ließ.
Air Zaïre war ein defizitär arbeitendes Staatsunternehmen, das zeitweise bis zu 6500 Angestellte beschäftigte. Im Jahr 1984 konnte der Konkurs der Gesellschaft nur durch weitere staatliche Finanzhilfen verhindert werden.
Dem Unternehmen wurde daraufhin ein umfangreiches Sparprogramm auferlegt, in dessen Umsetzung 1985 ein Teil der Flugzeuge verkauft und alle internationalen Linienverbindungen bis auf zwei wöchentliche Flüge nach Brüssel gestrichen wurden. Gleichzeitig reduzierte die Gesellschaft ihr Personal von 4800 (in 1984) auf 2000 Beschäftigte (in 1986). Die Erlöse aus den Flugzeugverkäufen beanspruchte der Staat für sich, so dass die finanzielle Situation des Unternehmens angespannt blieb. Im Jahr 1986 wurde eine Douglas DC-8 in Brüssel beschlagnahmt, weil entlassene Piloten der Air Zaïre ausstehende Gehaltsforderungen vor belgischen Gerichten eingeklagt hatten. Die Maschine wurde von der Fluggesellschaft Sabena ausgelöst, nachdem der Staat Zaire gedroht hatte, ihr die Landerechte zu entziehen.
Am 1. Februar 1986 übernahm die französische Union de Transports Aériens (UTA) die technische und organisatorische Betreuung der Air Zaïre, deren Flotte zu dieser Zeit aufgrund von Wartungsmängeln teilweise luftuntüchtig war. Aufgrund von technisch bedingten Flugausfällen und der Verkleinerung des nationalen Streckennetzes verlor die Gesellschaft zunehmend Passagiere, so dass Scibe Airlift zur größten Fluggesellschaft des Landes wurde. Ende 1989 bestand die Flotte des Unternehmens aus nur noch zwei Boeing 737, einer Douglas DC-10 und einer Frachtmaschine des Typs Douglas DC-8.
Ab 1990 führte Air Zaïre in Ergänzung zu den Frachttransporten und nationalen sowie europäischen Diensten auch wieder innerafrikanische Linienflüge nach Kigali und Nairobi durch. Eine zeitgleich getätigte Bestellung über drei McDonnell Douglas MD-82 und zwei McDonnell Douglas MD-11 musste 1992 aus finanziellen Gründen storniert werden. Im selben Jahr stellte die Gesellschaft ihre Passagierflüge nach Brüssel ein, weil die letzte Douglas DC-10 wegen offener Wartungsrechnungen in Israel gepfändet worden war. Am 12. Juni 1995 wurde Air Zaïre von einem belgischen Gericht für zahlungsunfähig erklärt. Zu diesem Zeitpunkt beliefen sich die Schulden des Unternehmens auf 50 Millionen US-Dollar. Die Regierung Zaires protestierte gegen das Urteil. Der Streit konnte beigelegt werden, indem Belgien die Landerechte der Air Zaïre offiziell auf die Fluggesellschaft Scibe Airlift übertrug, an der die Präsidentenfamilie Beteiligungen besaß.

## Flotte

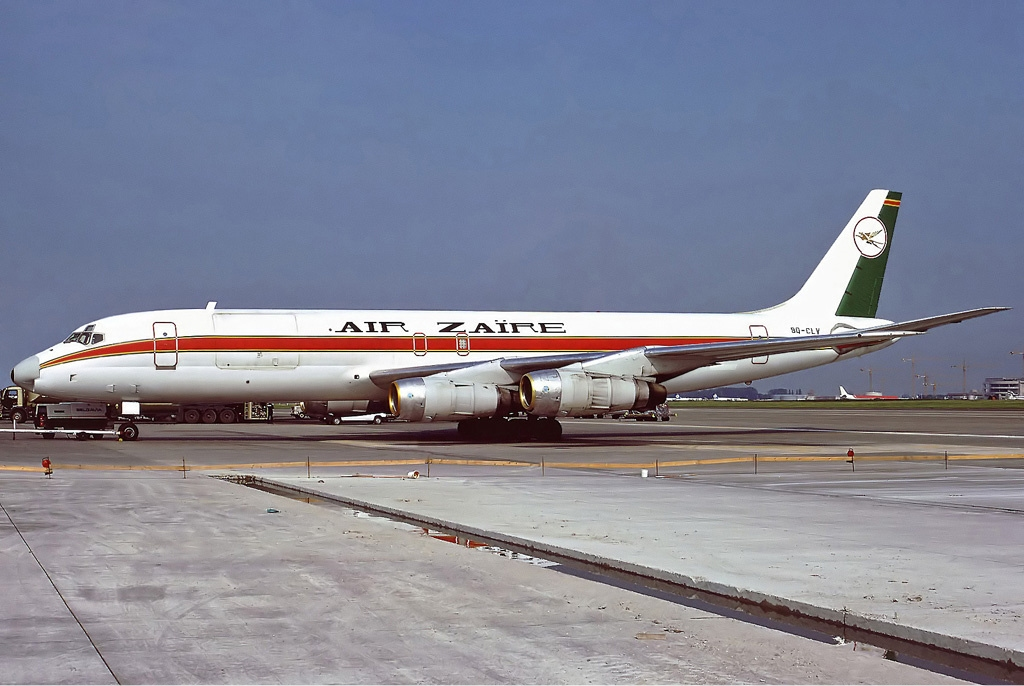
Ein Frachtflugzeug des Typs Douglas DC-8-54F der Air Zaïre auf dem Flughafen Brüssel im Jahr 1992

Im Lauf ihrer Geschichte setzte die Gesellschaft folgende Flugzeugtypen ein:
| - BAC 111-300 - Beechcraft Baron - Beechcraft Model 18 - Boeing 707-320 - Boeing 737-200C - Boeing 747-100 - Cessna 310 - Curtiss C-46 - Douglas DC-3 | - Douglas DC-4/Douglas C-54 - Douglas DC-6 - Douglas DC-8-33, DC-8-54F und DC-8-63CF - Fokker 27-600 - Lockheed L-100 Hercules - McDonnell Douglas DC-10-30 - Piper Aztec - Piper Tomahawk - Sud Aviation Caravelle 11R |

## Zwischenfälle

### Air Congo
- Am 29. März 1963 wurde eine Douglas DC-3 der Air Congo (Luftfahrzeugkennzeichen 9Q-CUS) bei einem Unfall auf dem Flughafen Kasongo (Provinz Maniema, heute Demokratische Republik Kongo) zerstört.[20]

- Am 29. November 1964 stürzte eine Douglas DC-4 der Air Congo (OO-DEP) nach dem Start in Leopoldville (heute Kinshasa) ab. Das von Belgian International Air Services geleaste Flugzeug war zuvor mit einem Ölfass kollidiert, das auf der Startbahn lag. Dabei wurden Teile der rechten Höhenflosse abgerissen. Bei dem Unfall kamen sechs Personen ums Leben. Ein weiterer Passagier erlag später seinen Brandverletzungen im Krankenhaus (siehe auch Flugunfall einer Douglas DC-4 der Air Congo).[21]

- Am 18. August 1968 brannte eine abgestellte Douglas DC-3 (9Q-CUM) in Kinshasa aus.[22]

- Am 15. Februar 1970 verunglückte eine Douglas DC-3 (9Q-CUP). Informationen über den Ort und die Art des Zwischenfalls liegen nicht vor.[23]

- Am 19. Februar 1970 wurde eine weitere Douglas DC-3 (9Q-CUD) zerstört. Genauere Informationen über den Zwischenfall liegen nicht vor.[23]

### Air Zaïre
- Am 7. März 1974 schlug eine Douglas DC-4 (9Q-CBH) in Gemena vor der Landebahnschwelle auf. Das Flugzeug wurde als Totalverlust abgeschrieben.[24]

- Am 9. Januar 1975 überrollte eine Fokker  27 (9Q-CLM) nach einer Landung in Boende das Bahnende und rutschte einen Hang hinunter. Bei dem Unfall wurde eine Person getötet.[25]

- Am 13. März 1976 wurde eine Fokker 27 (9Q-CLO) auf dem UNITA-Flugplatz Gago Coutinho in Angola beim Angriff einer kubanischen MiG-21 zerstört.[26]

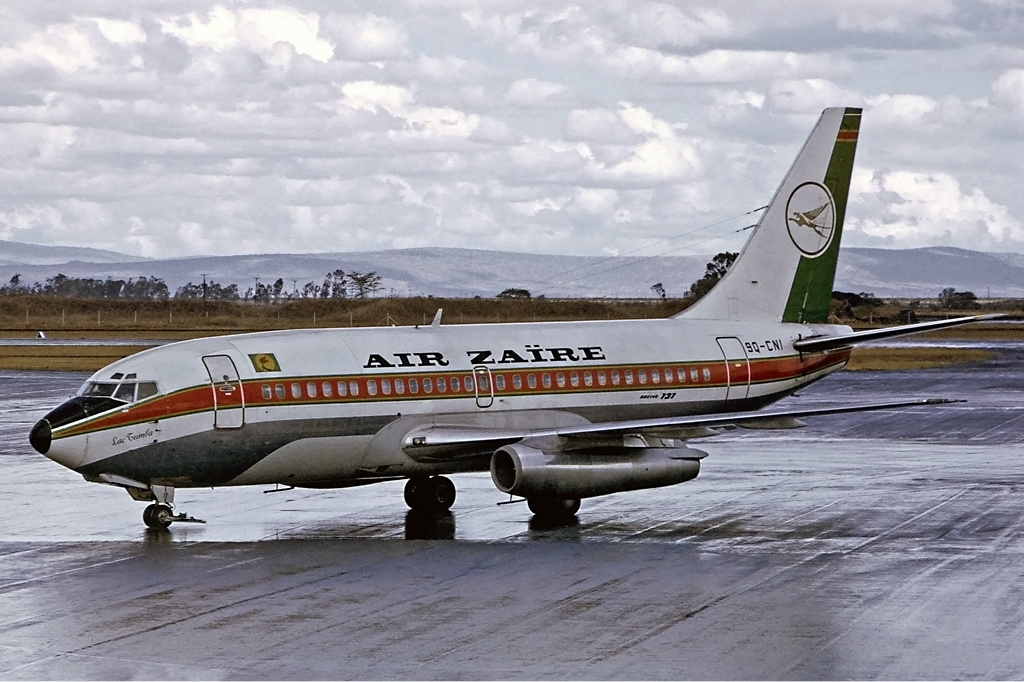
Diese Boeing 737-200 (9Q-CNI) der Air Zaïre wurde 1995 nach einem Unfall als Totalverlust abgeschrieben

- Am 6. Januar 1978 stürzte eine Fokker 27 (9Q-CLR) während eines Trainingsfluges in Kisangani ab. Die drei Besatzungsmitglieder wurden bei dem Unfall getötet.[27]

- Am 8. Februar 1980 stürzte eine Fokker 27 (9Q-CLP) in Kinshasa auf einem Trainingsflug ab. Die Besatzung simulierte während des Starts einen Triebwerksausfall, wobei das Flugzeug außer Kontrolle geriet. Die drei Piloten an Bord kamen ums Leben.[28]
- Am 2. Januar 1995 verunglückte eine Boeing 737 (9Q-CNI) bei der Landung auf dem Flughafen Ndjili. Das Flugzeug setzte hart auf und verließ die Landebahn, wobei das Fahrwerk abbrach und die Triebwerke beschädigt wurden. Zum Zeitpunkt des Unfalls herrschten schlechte Witterungsverhältnisse. Aufgrund der Schadenshöhe wurde das Flugzeug als Totalverlust abgeschrieben. Personen wurden nicht verletzt.[29]